# Легенда о Нараяме (фильм, 1958)
«Легенда о Нараяме» (яп. 楢山節考 Нараяма бусико:) — цветной художественный фильм 1958 года японского режиссёра и сценариста Кэйсукэ Киноситы, экранизация новеллы Ситиро Фукадзавы «Сказ о горе Нараяма». Сюжет фильма связан с японским обычаем убасутэ, в соответствии с которым стариков по достижении семидесяти лет относили на гору и оставляли там умирать. Фильм участвовал в конкурсе 19-го Венецианского кинофестиваля и выдвигался на премию «Оскар» как лучший фильм на иностранном языке от Японии, однако не был номинирован.
В 1983 году был снят одноимённый ремейк фильма, также получивший высокие оценки критиков.

## Сюжет
Действие происходит в Японии в стародавние времена. В деревушке живёт пожилая женщина по имени Орин: скоро ей исполнится семьдесят лет, и по обычаю она должна будет уйти на гору Нараяма, куда отправляются умирать все старики по достижении этого возраста. Но пока она озабочена поиском новой жены своему овдовевшему сыну Тацухэю, который остался один с несколькими детьми. Из соседней деревни приходит весть о том, что там овдовела 45-летняя Тамаян, которая становится женой Тацухэя. Старший сын Тацухэя Кэсакити собирается и сам привести в дом жену, он с нетерпением ждёт, когда же Орин отправится на Нараяму. Однако Тацухэй и его жена не хотят прощаться с матерью. Сама же Орин постоянно напоминает сыну о том, что её срок уже подходит. Односельчане дразнят её тем, что в таком возрасте у неё сохранились почти все зубы, и однажды она выбивает себе передние зубы ударом о каменную ручную мельницу. Считается позором уклоняться от ухода на Нараяму: так, пожилой житель деревни Матаян не хочет умирать, и его сын отказался его кормить, Матаян вынужден побираться по деревне.
Время идёт, Тацухэй откладывает прощание с матерью. Кэсакити приводит жену, вот она уже тоже ждёт ребёнка. Из-за того, что в доме много взрослых, а Кэсакити с женой много едят, средств к существованию становится всё меньше. Однажды ночью в деревне ловят вора, это один из односельчан, Амайя, у которого двенадцать детей. На общем сборе Амайю решают казнить, а позже всю его семью убивают и под покровом ночи тела относят на Нараяму. Имущество семьи сельчане разделяют между собой.

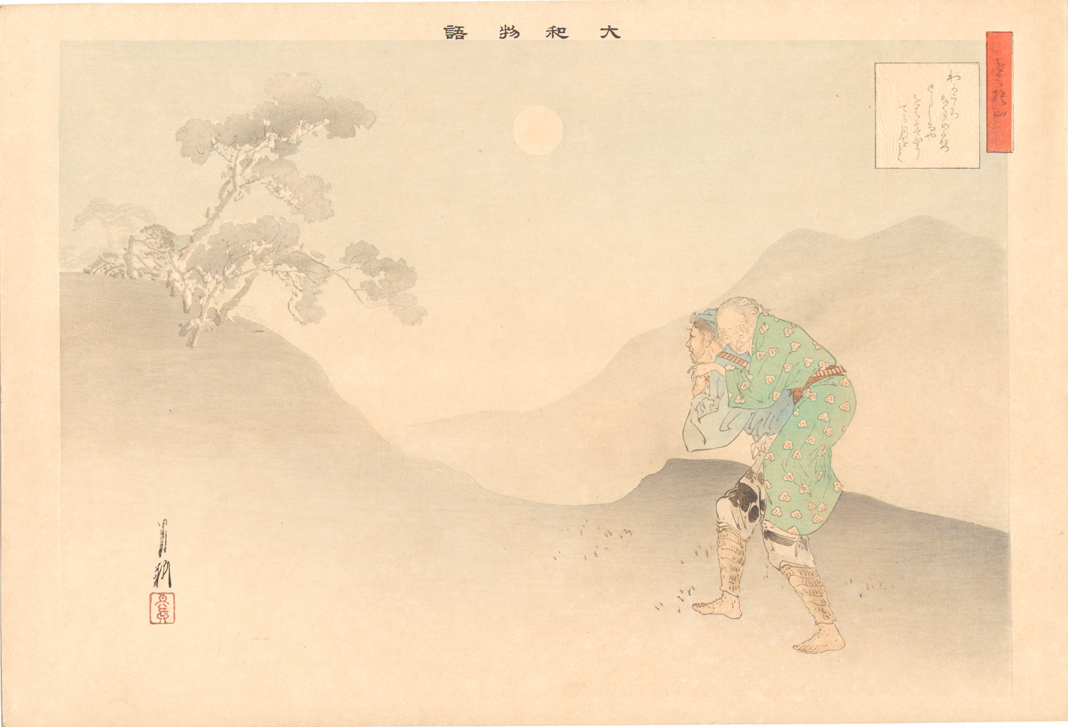
Изображение убасутэ на японской гравюре

Приближается новый год, скоро выпадет снег и перекроет все тропинки на гору. Орин окончательно собирается уходить. Она приглашает в дом старейшин, которые рассказывают о том, как должен проходить её путь на гору. С плачем Тамаян прощается с Орин, а Тацухэй сажает её на плетёный стул и несёт мать в горы. По дороге он несколько раз пытается поговорить с матерью, но та не отвечает, приготовившись встретить смерть. И вот вершина горы, кругом лежат скелеты умерших тут стариков. С плачем Тацухэй оставляет мать и идёт назад. Он видит, что сын Матаяны насильно ведёт его на Нараяму, но тот сопротивляется и в итоге падает в пропасть. Тацухэй вступает в драку с сыном Матаяна и случайно сталкивает и его в пропасть. Начинает идти снег, Тацухэй осознаёт, что больше он не увидит мать и бежит обратно, однако Орин уже молится перед смертью. В отчаянии Тацухэй возвращается домой, к нему выходит жена. Они оба смотрят на вершину горы.
В эпилоге показан современный вид на окрестности горы, где теперь ходят поезда, а на станции стоят туристы с горными лыжами.

## В ролях
| Актёр           | Роль                          |
| --------------- | ----------------------------- |
| Тэйдзи Такахаси | Тацухэй                       |
| Кинуё Танака    | Орин, мать Тацухэя            |
| Юко Мотидзуки   | Тамаян, жена Тацухэя          |
| Данко Итикава   | Кэсакити, старший сын Тацухэя |
| Кейко Огасавара | Мацу-ян, жена Кэсакити        |
| Сэидзи Миягути  | Матаян, старый сосед          |
| Юносукэ Ито     | сын Матаяна                   |
| Кэн Мицуда      | Тэруян                        |

## Награды
- 1958 — Премия Майнити — лучший фильм[1]
- 1958 — Премия Майнити — лучшая режиссура[1]
- 1958 — Премия Майнити — лучшая музыка к фильму[1]

## Реставрация
На Каннском кинофестивале 2012 года восстановленная версия фильма была показана вне конкурса, в рамках программа «Каннская классика». В 2013 году фильм был выпущен на блюрей-диске Criterion Collection.

## Отзывы
В 2013 году американский кинокритик Роджер Эберт оценил фильм на 4 балла из 4, добавив его в свой список величайших фильмов: фильм стал последним, включённым Эбертом в список перед его смертью.